# كارل ويلهلم هان
كارل فيلهلم هان (بالألمانية: Carl Wilhelm Hahn)(16 ديسمبر 1786 – 7 نوفمبر 1835)، كان عالم حيوان ألمانيًا، ومؤلف أول دراسة ألمانية متخصصة في العناكب. اشتهر هان بكونه عالمًا طبيعيًا موسوعيًا، وهو أمر لم يكن نادرًا في عصره، حيث كان العديد من العلماء يجمعون بين تخصصات متعددة في علوم الطبيعة.
ومن اللافت أن اسمه يكاد يكون منسيًا في الأدبيات العلمية الحديثة، رغم مساهماته المبكرة. بل إن القليل من المعلومات البيوغرافية المنشورة عنه في المراجع الثانوية قد تبيّن أنها غير دقيقة في بعض الأحيان، كما أوضح الباحث بيتر زاخر في محاولته لتأليف سيرة ذاتية دقيقة له بعنوان "محاولة في كتابة سيرة ذاتية".